# Teudis bicornutus
Teudis bicornutus là một loài nhện trong họ Anyphaenidae.
Loài này thuộc chi Teudis. Teudis bicornutus được Albert Tullgren miêu tả năm 1905.